# Meryta drakeana
Meryta drakeana är en araliaväxtart som beskrevs av Nadeaud. Meryta drakeana ingår i släktet Meryta och familjen Araliaceae. Inga underarter finns listade.